# Saut à la perche masculin aux championnats du monde d'athlétisme en salle 2018
Pour un article plus général, voir Championnats du monde d'athlétisme en salle 2018.
Navigation
2016 2022
Le concours du saut à la perche masculin des championnats du monde en salle 2018 se déroule le 4 mars 2018 à la Barclaycard Arena de Birmingham, au Royaume-Uni.

## Résultats
| Rang               | Athlète                 | Pays       | 5.45 | 5.60 | 5.70 | 5.80 | 5.85 | 5.90 | 5.95 | 6.00 | Marque | Notes |
| ------------------ | ----------------------- | ---------- | ---- | ---- | ---- | ---- | ---- | ---- | ---- | ---- | ------ | ----- |
| Médaille d'or      | Renaud Lavillenie       | France     | –    | –    | o    | –    | o    | xo   | –    | xxx  | 5.90   |       |
| Médaille d'argent  | Sam Kendricks           | États-Unis | o    | o    | o    | x–   | o    | xx–  | x    |      | 5.85   |       |
| Médaille de bronze | Piotr Lisek             | Pologne    | –    | xo   | –    | x–   | o    | xxx  |      |      | 5.85   |       |
| 4                  | Kurtis Marschall        | Australie  | xo   | o    | o    | o    | x–   | xx   |      |      | 5.80   | PB    |
| 5                  | Emmanouil Karalis       | Grèce      | xo   | o    | xo   | o    | x–   | xx   |      |      | 5.80   | PB    |
| 6                  | Raphael Holzdeppe       | Allemagne  | o    | xo   | xo   | o    | x–   | xx   |      |      | 5.80   |       |
| 7                  | Konstantinos Filippidis | Grèce      | xo   | o    | o    | x–   | xx   |      |      |      | 5.70   |       |
| 8                  | Armand Duplantis        | Suède      | o    | xo   | o    | x–   | x–   | x    |      |      | 5.70   |       |
| 9                  | Melker Svärd Jacobsson  | Suède      | o    | xxo  | xo   | xx–  | x    |      |      |      | 5.70   |       |
| 10                 | Axel Chapelle           | France     | o    | o    | xxx  |      |      |      |      |      | 5.60   |       |
| 11                 | Xue Changrui            | Chine      | o    | xo   | xxx  |      |      |      |      |      | 5.60   |       |
| 12                 | Thiago Braz da Silva    | Brésil     | –    | xxo  | –    | xxx  |      |      |      |      | 5.60   |       |
| 13                 | Scott Houston           | États-Unis | xo   | xxo  | xxx  |      |      |      |      |      | 5.60   |       |
| 13                 | Paweł Wojciechowski     | Pologne    | xo   | xxo  | xxx  |      |      |      |      |      | 5.60   |       |
| 15                 | Shawnacy Barber         | Canada     | o    | xxx  |      |      |      |      |      |      | 5.45   |       |

## Légende
Records et Performances
- AR : Record continental (area record)
- CR : Record des championnats (championship record)
- MR : Record du meeting (meet record)
- NR : Record national (national record)
- OR : Record olympique (olympic record)
- PR : Record paralympique (paralympic record)
- PB : Record personnel (personal best)
- SB : Meilleure performance personnelle de la saison (season's best)
- WL : Meilleure performance mondiale de l'année (world leader)
- WJR : Record du monde junior (world junior record)
- WR : Record du monde (world record)

Circonstances et Conditions
- DNF : N'a pas terminé (did not finish)
- DNS : N'a pas pris le départ (did not start)
- DQ : Disqualification (disqualification)
- NM : Aucun essai valable enregistré (No Mark)
- Q : Qualifié « directement » au prochain tour (ou à la prochaine compétition), lors d'une compétition majeure, grâce au classement ou à la réalisation des minima (automatic qualifier)
- q : Qualifié au prochain tour (ou à la prochaine compétition), lors d'une compétition majeure, grâce au repêchage ou à la réalisation de l'une des meilleures performances parmi celles des « non qualifiés directement » (grâce au meilleur temps ou à la meilleure distance par exemple) (secondary qualifier)